# Circuit d'Albi
Pour les articles homonymes, voir Circuit automobile d'Albi (Les Planques).
Le Circuit d'Albi est un circuit automobile long de 3 551 mètres, situé près d'Albi en France, et dont la construction a démarré en 1961 pour s'achever en 1962. Il se confond avec le site de l'aérodrome d'Albi - Le Séquestre, sur la commune du Séquestre dans le département du Tarn.
Le Circuit d'Albi est un circuit plat conçu autour d'un aérodrome, comme Silverstone en Angleterre. Il est constitué de longues lignes droites entrecoupées par des chicanes (tracé originel rectifié plusieurs fois à des fins de sécurité).
Il est à ce jour l'un des circuits les plus anciens encore en activité en France. Il accueille chaque année les différents Grand Prix d'Albi comptant pour les Championnats de France FFSA GT, Camions et Historique.   

## Historique

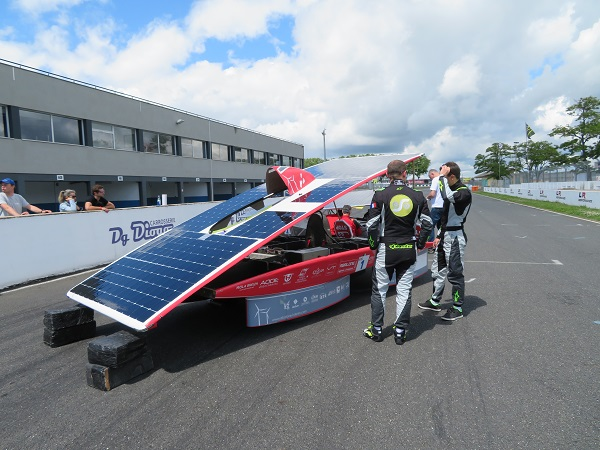
Véhicule solaire se rechargeant sur le circuit en 2017.

Le nouveau Circuit d'Albi-Le Séquestre est construit pour accueillir le Grand Prix automobile d'Albi en lieu et place du circuit des Planques, jugé trop dangereux et peu sûr. Les travaux débutent en 1961 et durent 2 ans.
Il est inauguré le 7 septembre 1962, et accueille dès le lendemain le Grand Prix d'Albi à l'occasion de sa vingtième édition. 30 000 spectateurs s'y pressent. 
Par la suite, les règles de sécurité imposent des modifications. Contrarié par l’évolution économique de l'aérodrome, le circuit n'est plus permanent à compter de 1981. En 60 années d'existence, son anneau aura reçu successivement la Formule 2, la Formule 3, la Formule Renault, la Formule Bleue MEP, le Tour Auto, les coupes de marque Porsche, Renault, Peugeot et Citroën, les Championnats de France Grand-Tourisme, Camions, Drift, Historique ainsi que les Championnats moto Superbike et Promosport.
Le 11 octobre 1987, la piste de karting est créée . Aujourd'hui, la piste de karting, d'un développé de 480 m et homologuée depuis 2018 uniquement pour de la location, reçoit également les mini-motos de l'école de pilotage. Albi Kart Challenge en est le gestionnaire. 
En 2009 est créée une structure basée sur le circuit, Eveer'Hy'pole, qui est un centre d'essais pour véhicules et équipements à énergie renouvelable et à hydrogène.
Le 1er mai 2015, la gestion du Circuit d'Albi est confiée par le conseil municipal d'Albi à DS Events pour 12 ans. L'année 2017 marque son homologation pour toutes manifestations sauf la Formule 1. Par arrêté du 27 septembre 2019, le circuit est homologué pour une durée de quatre ans, pour les karts et automobiles, à l'exception des Formule 1.
Le Circuit d'Albi inclut aujourd'hui dans son calendrier annuel des activités sportives telles que les Grands-Prix comptant pour les championnats de France FFSA GT, Camions et Historique, ainsi que des journées portes ouvertes et des stages de pilotage. Des constructeurs et professionnels de l'automobile y réalisent aussi des essais.
En mars 2022, DS Events demande à résilier la délégation de service public qui la lie au circuit.
Depuis cette date, le circuit est passé sous gestion de la Ville d'Albi. L'ASA du Circuit d'Albi prend alors plus de poids dans l'organisation des événements et compétitions automobiles, ainsi que des journées trackdays.
Un nombre important de pilotes ayant obtenu des résultats au niveau national ou international ont ou sont licenciés au Circuit d'Albi : Bernard Castagné (double Champion d'Europe Eurocup 1992 & 1994), Mathieu Vaxivière (Champion de France F4 2011), Renaud Malinconi (Champion de France F4 1995 et double Vice Champion d'Europe 2016 et 2017), Eric Debard (Champion de France GT FFSA 2009 ), David Pouget (multiple Champion Peugeot et Renault), Anthony Janiec (Champion de France Camion 2017, 2018, 2019), Benjamin Boulbes (Champion de France Drift 2010, 2013, 2014, 2017, 2018, 2019 et 2020).

### Présidents du Circuit
| Nom             | Périodes       |
| --------------- | -------------- |
| Armand Brouzes  | de 1962 à 1974 |
| Serge Bodoira   | de 1986 à 1990 |
| Jean Leblond    | de 1990 à 1992 |
| Bernard Gonella | de 1992 à 2014 |
| Didier Sirgue   | de 2015 à 2022 |

## Principales modifications au tracé originel
| Années      | Modifications                                                                                | Périodes    | Développement |
| ----------- | -------------------------------------------------------------------------------------------- | ----------- | ------------- |
| 1960 - 1961 | Création du Circuit d'Albi-Le Séquestre                                                      | 1962 - 1980 | 3.636 km      |
| 1981        | La piste de l'aéroport coupe la piste du Circuit (Courbe du Double-droite aéroport)          | 1981 - 1987 | 3.546 km      |
| 1988        | Création de la Chicane du Séquestre et modification de la Courbe François Flad               | 1988 - 1993 | 3.536 km      |
| 1994        | Modification du Virage du Parc                                                               | 1994 - 2002 | 3.551 km      |
| 2003        | Création des "S" François Flad (Chicane de la "Piscine")                                     | 2003 - 2008 | 3.573 km      |
| 2009        | Création de la Chicane Armand Brouzes et modification de la Courbe du Double-droite aéroport | 2009 -      | 3.551 km      |

## Palmarès
| Date               | Catégorie / Champ.                 | Épreuve                                   | Pilote                         |
| ------------------ | ---------------------------------- | ----------------------------------------- | ------------------------------ |
| 8 septembre 1962   | Hors Champ.                        | 20e Grand Prix de Albi                    | Henri Oreiller                 |
| 8 septembre 1962   | FJ France                          | 20e Grand Prix de Albi                    | Peter Arundell                 |
| 18 septembre 1962  | Tour Auto                          | 11e Tour Auto                             | André Simon - Maurice Dupeyron |
| 9 septembre 1963   | FJ France                          | 21e Grand Prix de Albi                    | Peter Arundell                 |
| 13 septembre 1964  | F3 Europe                          | 1re Coupe Internationale de Vitesse       | Henri Grandsire                |
| 13 septembre 1964  | Formule 2                          | 22e Grand Prix d´Albi                     | Jack Brabham                   |
| 26 septembre 1965  | F3 Europe                          | 2e Coupe Internationale de Vitesse        | Jean-Pierre Jaussaud           |
| 26 septembre 1965  | Formule 2                          | 23e Grand Prix d´Albi                     | Jim Clark                      |
| 26 septembre 1965  | Hors Champ.                        | 23e Grand Prix de Albi Sports             | Guy Ligier                     |
| 25 septembre 1966  | F3 Europe                          | 3e Coupe de Vitesse d´Albi                | Piers Courage                  |
| 27 septembre 1966  | Formule 2                          | 24e Grand Prix d´Albi                     | Jack Brabham                   |
| 19 mars 1967       | F3 Europe                          | 1967 - Coupe d´Albi                       | Philippe Vidal                 |
| 24 septembre 1967  | F3 Europe                          | 1967 - Coupe de Vitesse                   | Henri Pescarolo                |
| 24 septembre 1967  | Formule 2                          | 25e Grand Prix d´Albi                     | Jackie Stewart                 |
| 20 octobre 1968    | F3 Europe                          | 5e Coupe Internationale de Vitesse d´Albi | François Cevert                |
| 20 octobre 1968    | Formule 2                          | 26e Grand Prix d´Albi                     | Henri Pescarolo                |
| 14 septembre 1969  | F3 Europe                          | 6e Coupe Internationale de Vitesse d´Albi | Tim Schenken                   |
| 14 septembre 1969  | Formule 2                          | 27e Grand Prix d´Albi                     | Graham Hill                    |
| 11 octobre 1970    | Formule 3                          | 28e Grand Prix d´Albi                     | Jean-Pierre Jarier             |
| 26 septembre 1971  | F2 Europe                          | 29e Grand Prix d´Albi                     | Emerson Fittipaldi             |
| 26 septembre 1971  | Formule 3                          | 29e Grand Prix d´Albi                     | Patrick Depailler              |
| 24 septembre 1972  | F2 Europe                          | 30e Grand Prix d´Albi                     | Jean-Pierre Jaussaud           |
| 16 septembre 1973  | F2 Europe                          | 31e Grand Prix d´Albi                     | Vittorio Brambilla             |
| 16 septembre 1973  | Formule 3                          | 31e Grand Prix d´Albi                     | Michel Leclère                 |
| 15 septembre 1974  | Formule Renault                    | 32e Grand Prix d´Albi                     | Marc Sourd                     |
| 14 septembre 1975  | Formule Renault Europe             | 33e Grand Prix d´Albi                     | René Arnoux                    |
| 3 octobre 1976     | Formule Renault Europe             | 34e Grand Prix d´Albi                     | Didier Pironi                  |
| 29 septembre 1977  | Formule Renault Europe             | 35e Grand Prix d´Albi                     | Alain Prost                    |
| 24 septembre 1978  | Formule Renault                    | 36e Grand Prix d´Albi                     | Philippe Alliot                |
| 23 septembre 1979  | Formule 3                          | 37e Grand Prix d´Albi                     | Alain Prost                    |
| 14 septembre 1980  | Formule 3                          | 38e Grand Prix d´Albi                     | Philippe Streiff               |
| 29 juillet 1981    | Formule 3                          | 39e Grand Prix d´Albi                     | Philippe Alliot                |
| 18 octobre 1981    | Coupe d’Europe Renault 5 Turbo Elf | Finales Européennes Renault               | Wolfgang Schutz                |
| 26 septembre 1982  | Formule 3                          | 40e Grand Prix d´Albi                     | François Hesnault              |
| 19 septembre 1983  | Formule 3                          | 41e Grand Prix d´Albi                     | François Hesnault              |
| 30 septembre 1984  | Formule 3                          | 42e Grand Prix d´Albi                     | Cathy Muller                   |
| 29 septembre 1985  | Formule 3                          | 43e Grand Prix d´Albi                     | Paul Belmondo                  |
| 21 septembre 1986  | Formule 3                          | 44e Grand Prix d´Albi                     | Jean Alesi                     |
| 27 septembre 1987  | Superproduction                    | 45e Grand Prix d´Albi                     | Xavier Lapeyre                 |
| 4 septembre 1988   | Formule 3                          | 46e Grand Prix d´Albi                     | Eric Chéli                     |
| 3 septembre 1989   | Formule 3                          | 47e Grand Prix d´Albi                     | Eric Hélary                    |
| 2 septembre 1990   | Formule 3                          | 48e Grand Prix d´Albi                     | Ludovic Faure                  |
| 1er septembre 1991 | Formule 3                          | 49e Grand Prix d´Albi                     | Olivier Panis                  |
| 6 septembre 1992   | Formule 3                          | 50e Grand Prix d´Albi                     | Stephan Grégoire               |
| 7 septembre 1998   | Formule Renault                    | 56e Grand Prix d'Albi                     | Renaud Malinconi               |
| 8 septembre 2002   | Formule 3                          | 60e Grand Prix d´Albi                     | Tristan Gommendy               |

## Principales infrastructures
| Stands           | 46                                  |
| Loges            | 5 loges pour réunions et réceptions |
| Surface Paddock  | 1,2 Ha (300 m x 40 m)               |
| Piste d’aviation | 1 600 m + station tous carburants   |
| Internet         | Fibre optique                       |

## Difficultés avec les riverains
Depuis la remise en service du Circuit en 2015, son fonctionnement fait l'objet de nombreuses plaintes de la part de riverains incommodés par le bruit des véhicules utilisant le circuit.
Plusieurs procédures ont opposé les associations de riverains et la commune du Séquestre à l'exploitant du circuit et à la mairie d'Albi. Divers débordements et le trouble qui en ont résulté ont conduit le préfet du Tarn à demander la mise en place de dispositifs permanents de contrôle de bruit en vue de faire disparaître les nuisances provenant de l'installation.
L'arrêté d'homologation du 27 septembre 2019 limite les horaires possibles de fonctionnement et le nombre de week-ends autorisés par an. Il précise le niveau sonore autorisé et prescrit à l'exploitant la réalisation d'un mur anti-bruit sur une portion du circuit. 